# Лазаро Вінісіус Маркес
Лазаро Вінісіус Маркес (порт. Lázaro Vinícius Marques, нар. 12 березня 2002, Белу-Оризонті). відомий як просто Лазаро, — бразильський футболіст, нападник іспанської «Альмерії».

## Клубна кар'єра
Народився 12 березня 2002 року в Белу-Оризонті. Вихованець футбольної школи клубу «Фламенго». Дорослу футбольну кар'єру розпочав 2020 року в основній команді того ж клубу, в якій провів два сезони, взявши участь у 30 матчах чемпіонату. 
1 вересня 2022 року перебрався до Іспанії, улкавши шестирічний контракт з «Альмерією». Трансфер молодого нападника обійшовся іспанцям в орієнтовні 7 мільйонів євро, крім того «Фламенго» зберіг право на 30% від трансферної суми наступного переходу гравця.

## Виступи за збірну
2019 року провів три гри у складі юнацької збірної Бразилії (U-17), відзначившись двома забитими голами.

## Статистика виступів

### Статистика клубних виступів
Станом на 14 вересня 2021
| Сезон             | Команда           | Чемпіонат         | Чемпіонат | Чемпіонат | Національний кубок | Національний кубок | Національний кубок | Континентальні кубки | Континентальні кубки | Континентальні кубки | Інші змагання | Інші змагання | Інші змагання | Усього | Усього | Усього |
| Сезон             | Команда           | Ліга              | Ігор      | Голів     | Ліга               | Ігор               | Голів              | Ліга                 | Ігор                 | Голів                | Ліга          | Ігор          | Голів         | Ігор   | Голів  |        |
| ----------------- | ----------------- | ----------------- | --------- | --------- | ------------------ | ------------------ | ------------------ | -------------------- | -------------------- | -------------------- | ------------- | ------------- | ------------- | ------ | ------ | ------ |
| 2020              | «Фламенго»        | ЛК+A              | 0+2       | 0         | КБ                 | 1                  | 0                  | КЛ                   | 1                    | 0                    |               | -             | -             | 4      | 0      |        |
| 2021              | «Фламенго»        | ЛК+A              | 4+5       | 0         | КБ                 | 2                  | 0                  | КЛ                   | 0                    | 0                    |               | -             | -             | 11     | 0      |        |
| Усього за кар'єру | Усього за кар'єру | Усього за кар'єру | 11        | 0         |                    | 3                  | 0                  |                      | 1                    | 0                    |               | -             | -             | 15     | 0      |        |